# Vương quốc Bagratuni
Vương quốc Bagratuni hay Armenia thời nhà Bagratuni (tiếng Armenia cổ: Բագրատունեաց Հայաստան, chuyển tự Bagratuneats Hayastan) (các tên khác Vương quốc Ani, Armenia Bagratuni, Vương quốc Shirak) là một nhà nước phong kiến Armenia tồn tại từ năm 885 đến năm 1045.
457 năm sau khi Đại Armenia sụp đổ, Ashot I thành lập vương quốc dưới triều đại Bagratuni trong bối cảnh Đế quốc Đông La Mã và Khalip Hồi giáo đang cạnh tranh chiến lược với nhau. Nhà Bagratuni đã khôi phục lại danh xưng chủ quyền "Đại Armenia" làm tên chính thức.
Vương quốc Armenia được phục hồi đánh dấu sự khởi đầu "thời đại hoàng kim" mới trong lịch sử Armenia. Vương quốc đạt đến đỉnh cao vào thế kỷ 10-11 dưới thời trị vì của Gagik I. Năm 1045, Đông La Mã chiếm được kinh đô Ani khiến vương quốc cáo chung và chia tách thành các lãnh địa nhỏ hơn.

## Nguồn gốc

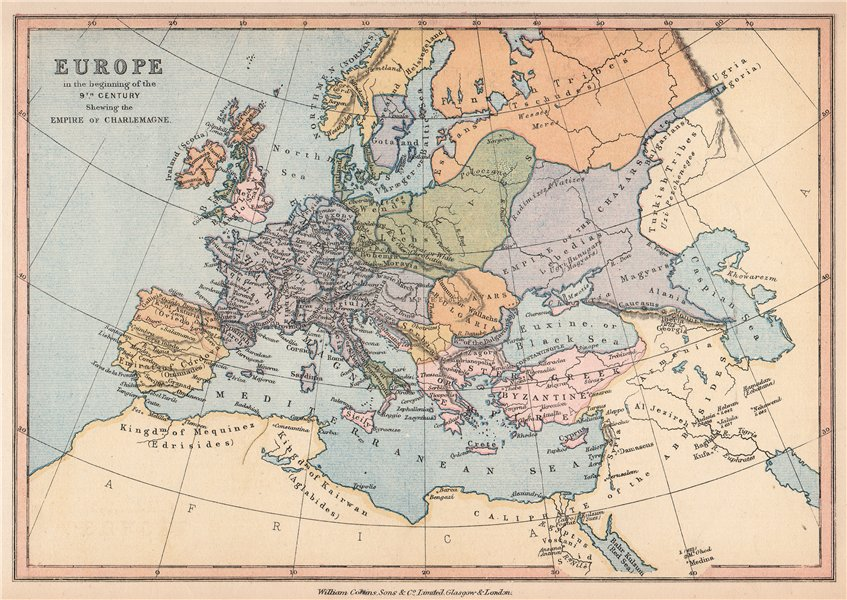
Armenia vào đầu thế kỷ 9, bản đồ năm 1878

### Cuối thế kỷ 9 - nửa đầu thế kỷ 10

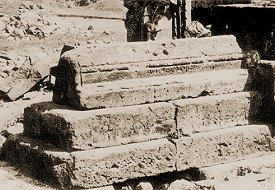
Lăng mộ vua Ashot III tại Homoros

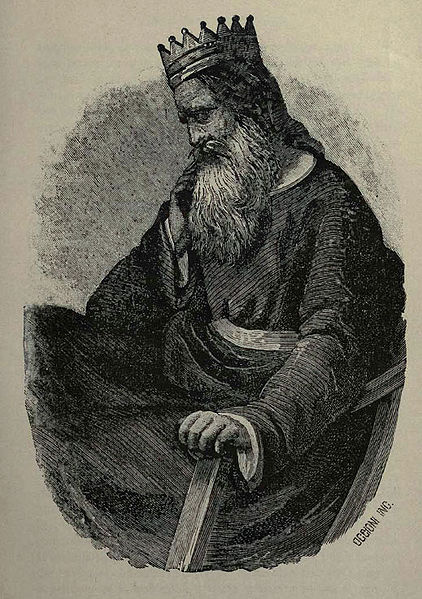
Shahinshah (Vua các vua) Ashot II Thép

### Nửa sau thế kỷ 10 - đầu thế kỷ 11

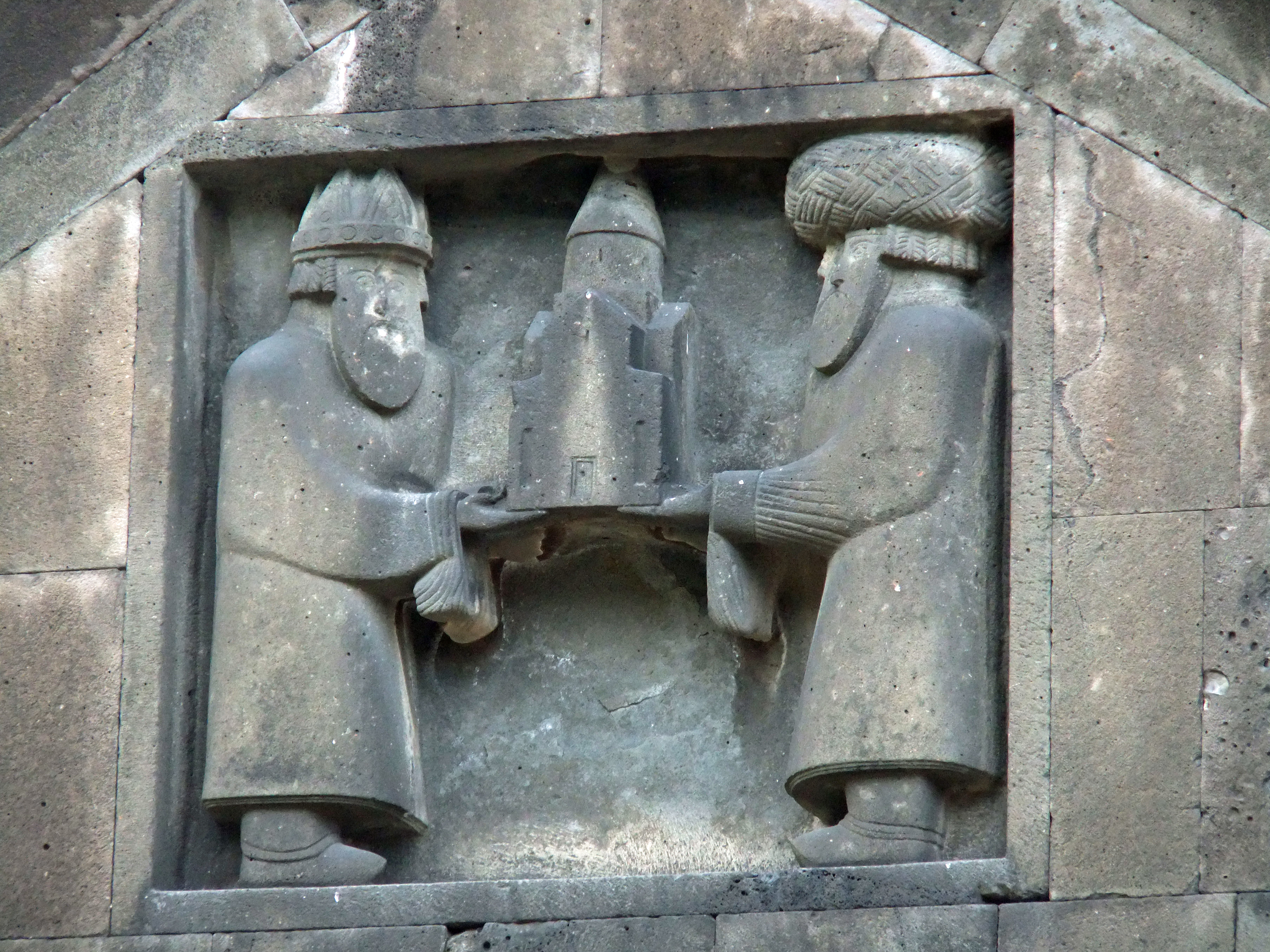
Smbat II (phải) và em trai Gurgen I bên tác phẩm điêu khắc Tu viện Haghpat, 976-991

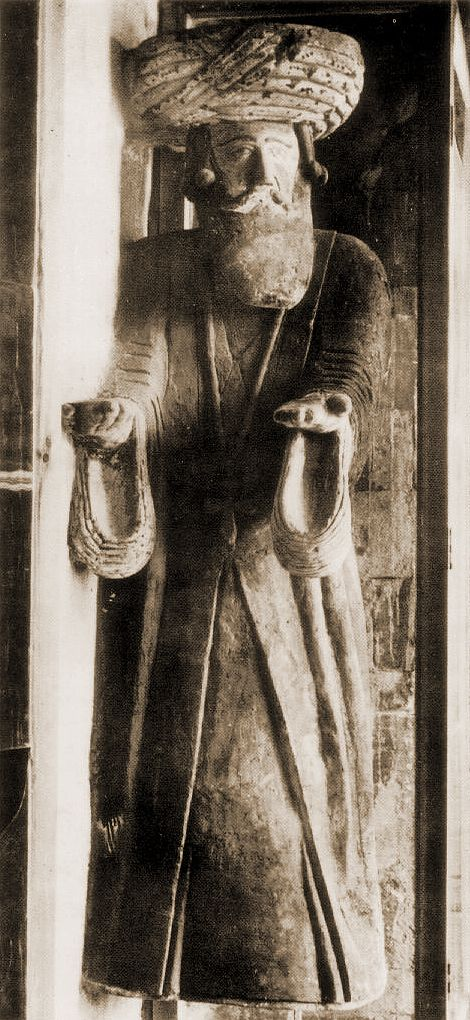
Tượng Gagik I cao 2 mét. Trên tay bức tượng là mô hình nhà thờ. 1001-1010

### Suy tàn

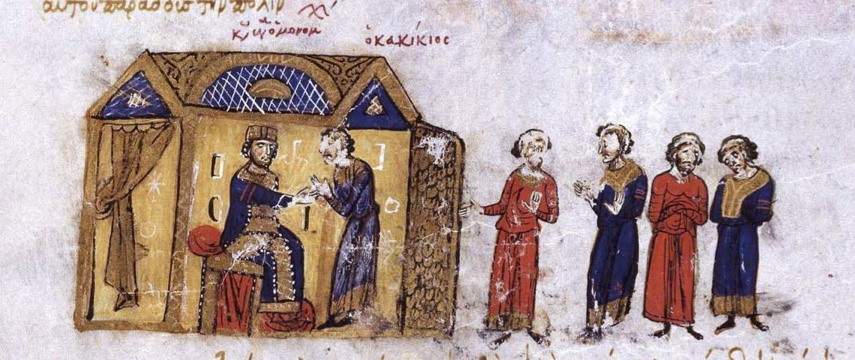
Gagik II cùng với các quý tộc Armenia tại triều đình Constantine IX. Hình minh họa bản thảo Lịch sử của Skylitzes